# Nadbory
Nadbory – wieś w Polsce położona w województwie podlaskim, w powiecie łomżyńskim, w gminie Jedwabne.
Wierni kościoła rzymskokatolickiego należą do parafii Trójcy Przenajświętszej w Burzynie.

## Historia
W czasach zaborów w granicach Imperium Rosyjskiego. W latach 1921–1939 wieś leżała w województwie białostockim, w powiecie kolneńskim, w gminie Jedwabne.
Według Powszechnego Spisu Ludności z 1921 roku zamieszkiwało tu 187 osób w 30 budynkach. Miejscowość należała do parafii rzymskokatolickiej w m. Burzyn. Podlegała pod Sąd Grodzki w Stawiskach i Okręgowy w Łomży; właściwy urząd pocztowy mieścił się w Jedwabnem.
W wyniku napaści ZSRR na Polskę we wrześniu 1939 miejscowość znalazła się pod okupacją sowiecką. 2 listopada została włączona do Białoruskiej SRR. 4 grudnia 1939 włączona do nowo utworzonego obwodu białostockiego. Od czerwca 1941 roku pod okupacją niemiecką. 22 lipca 1941 r. włączona w skład okręgu białostockiego III Rzeszy.
W latach 1954–1959 wieś należała i była siedzibą władz gromady Nadbory, po jej zniesieniu w gromadzie Burzyn. W latach 1975–1998 miejscowość administracyjnie należała do województwa łomżyńskiego.